# Beleg van Zaltbommel (1599)

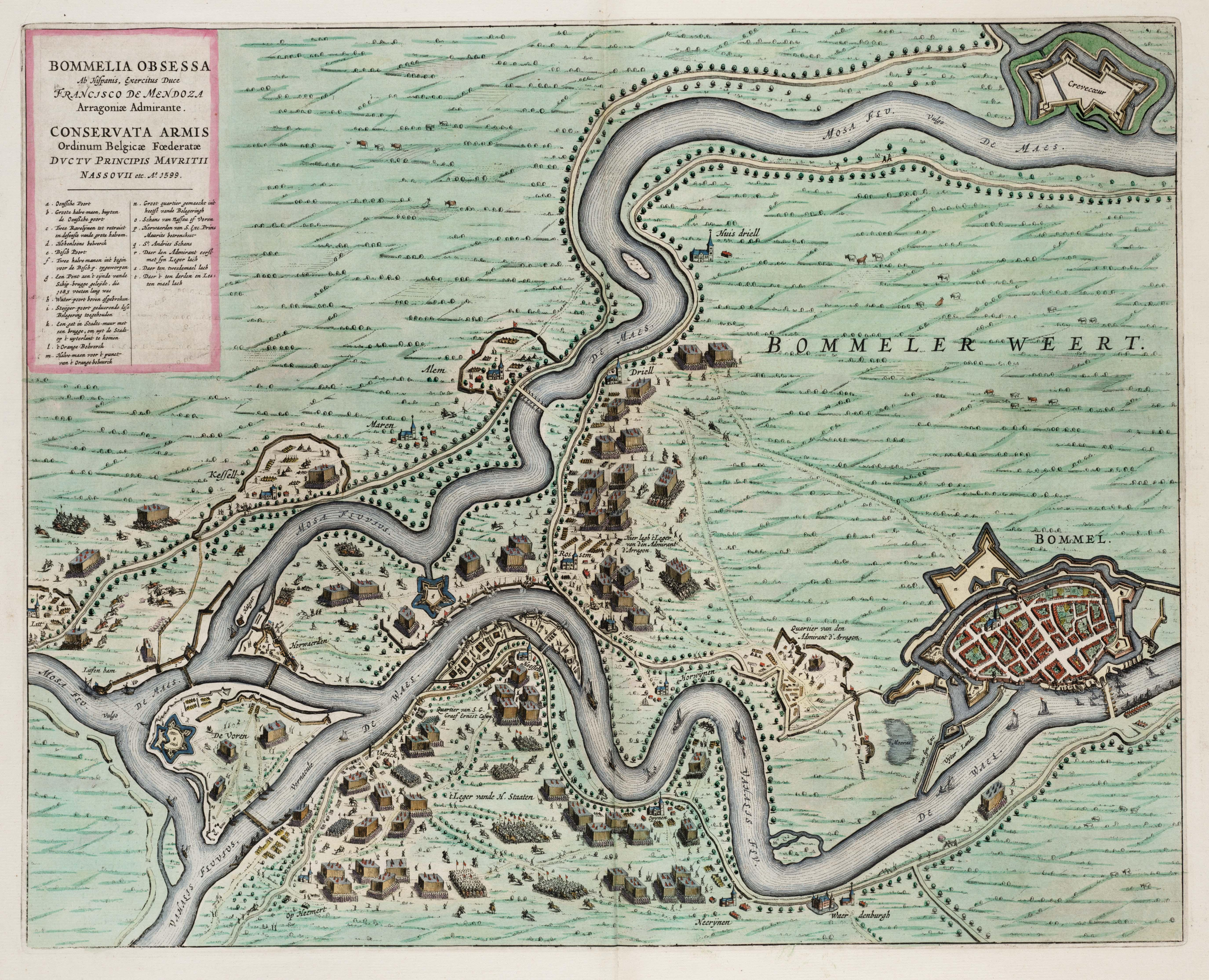
Kaart van de belegering van Zaltbommel in 1599.

Het Beleg van Zaltbommel is een belegering door Spaanse troepen van de stad Zaltbommel tijdens de Tachtigjarige Oorlog. De belegeraars moesten echter na verloop van tijd het beleg opgeven, waardoor de stad in Staatse handen bleef.

## Aanloop
Zaltbommel had zich in 1572 onafhankelijk en solidair verklaard met de Geuzen en deed daardoor afstand van het Spaanse gezag en het gezag van de hertog van Gelre. Hierop werd de stad diverse keren belegerd door Spaanse troepen, mede om de aandacht van het Beleg van Leiden af te leiden. De stad doorstond de belegeringen. In de 10 jaren voor 1599 hadden de Staten-Generaal van de Nederlanden veel gebied veroverd, onder leiding van Maurits van Nassau, de latere prins van Oranje. De Spaanse troepen hadden zich echter weer kunnen herstellen, waardoor ze na een lange periode van verdedigen en terugtrekken weer tot aanvallen toe kwamen.
Zaltbommel was lange tijd een belangrijke stad voor de Staten-Generaal, omdat het een grensvesting was. Maurits liet daarom de stad versterken, hetgeen sinds circa 1580 gebeurde volgens het plan van Adriaen Anthonisz. Hierbij werden diverse ravelijnen en bastions aangelegd. De stadsmuur van Zaltbommel werd in tegenstelling tot vele andere steden, niet gesloopt. Nog voordat de werkzaamheden voltooid waren, stond het Spaanse leger voor de stad. Maurits stak de bewoners moed in, en met man en macht werden vlak voor het beleg snel nog een aantal noodverbanden aangelegd tussen de onvoltooide verdedigingswerken. Daarnaast werden met behulp van een pontonbrug troepen en voorraden de stad in gebracht.

## Belegering en nasleep
Het Spaanse leger, onder leiding van Francesco de Mendoza, had voor Zaltbommel geprobeerd om de Schenkenschanz in te nemen, dat niet was gelukt. Bij aankomst in de Tieler- en Bommelerwaard, richtten de Spaanse troepen zich eerst op fort Crèvecoeur. Deze werd al snel ingenomen. Daarna begonnen ze aan het beleg van Zaltbommel. Maurits, raadspensionaris Johan van Oldebarneveldt en diverse leden van de Staten-Generaal verbleven in de stad, in het Maarten van Rossumhuis. Zij hadden tot kort voor het beleg een groot tekort aan troepen. De Staten-Generaal hadden namelijk een groot deel van het leger wegbezuinigd, om zo de schulden te kunnen afbetalen. Toen de dreiging van de Spaanse troepen steeds groter werd, was het gewest Holland opeens bereid om extra troepen te betalen. Hiervoor voerde het een extra belasting voor burgers in, die meer dan 3000 gulden bezaten. De extra troepen bestaande uit 2000 Franse soldaten werden snel de Bommelerwaard en Zaltbommel in geleid. De aanvallen vanuit de stad vertraagden de opbouw van Mendoza. Toen bleek dat Mendoza de stad niet snel kon innemen, besloot hij op 13 juni 1599 het beleg op te breken. Hij trok met stille trom naar het punt waar de Maas en Waal samenvloeien, waar hij het fort Sint-Andries liet bouwen. Voor de aanleg van het fort Sint-Andries moest echter de kerk van Rossum worden afgebroken. Op last van de Spaanse landvoogd, kardinaal Andreas van Oostenrijk werd daarop het gebeente van de Gelderse krijgsheer Maarten van Rossum overgebracht naar de Sint-Janskathedraal in 's-Hertogenbosch. Toen men in Zaltbommel lucht kreeg van Mendoza's stille aftocht, deden zij een uitval en plunderden de verlaten Spaanse legerplaats. Zij maakten wapens, vrouwen en kinderen buit. De vrouwen en kinderen werden vrijgelaten.
Maurits liet de gehele Bommelerwaard zuiveren van Spaanse troepen, hetgeen op 22 juli voltooid was. Er werd daarna diverse keren vergaderd over een tegenaanval, waarbij met name een aanval op oostelijk gelegen steden die door Mendoza eerder waren veroverd, te heroveren. Uiteindelijk werd dat jaar geen aanval meer uitgevoerd.